# 576 (szám)
Az 576 (római számmal: DLXXVI) egy természetes szám, négyzetszám, a 24 négyzete.

## A szám a matematikában
A tízes számrendszerbeli 576-os a kettes számrendszerben 1001000000, a nyolcas számrendszerben 1100, a tizenhatos számrendszerben 240 alakban írható fel.
Az 576 páros szám, összetett szám, azon belül négyzetszám, kanonikus alakban a 26 · 32 szorzattal, normálalakban az 5,76 · 102 szorzattal írható fel. Az első olyan szám, amelynek pontosan 21 osztója van, ezek növekvő sorrendben: 1, 2, 3, 4, 6, 8, 9, 12, 16, 18, 24, 32, 36, 48, 64, 72, 96, 144, 192, 288 és 576.
Érinthetetlen szám: nem áll elő pozitív egész számok valódiosztóösszeg-függvényeként.
Erősen tóciens szám: bármely nála kisebb számnál többször szerepel a φ(x) függvényértékek között.
Az 576 négyzete 331 776, köbe 191 102 976, négyzetgyöke 24, köbgyöke 8,32034, reciproka 0,0017361. Az 576 egység sugarú kör kerülete 3619,11474 egység, területe 1 042 305,044 területegység; az 576 egység sugarú gömb térfogata 800 490 274,0 térfogategység.